# ISO 22000
Norma HRN EN ISO 22000:2006 Sustavi upravljanja sigurnošću hrane – Zahtjevi za svaku organizaciju u lancu hrane određuje zahtjeve za sustav upravljanja sigurnošću hrane. Organizacije primjenom ove norme dokazuju svoju sposobnost kontrole mogućih opasnosti u prehrambenom lancu.
Sadržaj norme
1. Područje primjene
2. Upućivanje na druge norme
3. Nazivi i definicije
4. Sustav upravljanja sigurnošću hrane
5. Odgovornost uprave
6. Upravljanje resursima
7. Planiranje i realizacija sigurnih proizvoda
8. Utvrđivanje prihvatljivosti/validacija, ovjera/verifikacija i poboljšavanje sustava upravljanja sigurnošću hrane

Zahtjevi ukratko
Organizacija koja želi ispuniti zahtjeve norme mora definirati područje primjene sustava upravljanja sigurnošću hrane. Dokumentacija sustava upravljanja mora imati izjavu o politici sigurnosti hrane, dokumentirane postupke i sve potrebne dokumente. Uprava mora dokumentirati i dokazati da je opredijeljena za razvoj i primjenu sustava upravljanja sigurnošću hrane. Uprava mora ocjenjivati svoj sustav upravljanja. U upravinoj ocjeni mora biti obuhvaćena procjena mogućnosti za poboljšavanje sustava upravljanja sigurnošću hrane. Organizacija mora osigurati odgovarajuće resurse za primjenu i održavanje sustava upravljanja sigurnošću hrane. Organizacija mora uspostaviti, primijeniti i održavati preduvjetne programe. Preduvjetni programi moraju biti primjereni potrebama organizacije i biti primijenjeni kroz cijeli operativni sustav. U dokumentaciji mora biti propisano kako se upravlja radnjama uključenim u preduvjetne programe. Tim za sigurnost hrane mora provoditi analizu opasnosti. Sve opasnosti za sigurnost hrane moraju biti ustanovljene i zapisane. Mora se provoditi procjena opasnosti radi određivanja važnosti opasnosti. Na temelju procjene opasnosti mora se izabrati prikladna kombinacija kontrolnih mjera. Izabrane kontrolne mjere moraju biti kategorizirane prema upravljanju putem operativnih PRP-a ili HACCP plana. Prije primjene kontrolnih mjera organizacija mora validirati kontrolne mjere, moraju biti učinkovite.
Organizacija mora osigurati dokaze da su utvrđene metode i oprema za praćenje i mjerenje odgovarajuće. Oprema mora biti umjerena. 

## Vanjske poveznice
- HRN EN ISO 22000:2006 Sustavi upravljanja sigurnošću hrane – Zahtjevi za svaku organizaciju u lancu hrane